# Віктор (фільм)
«Віктор» (англ. Viktor) — документальний фільм 2024 року, знятий режисером Олів'є Сарбілом та компаніями Real Lava й Protozoa в копродукції України, Данії та США. Фільм досліджує російське вторгнення в Україну з погляду глухої людини. Даррен Аронофскі виступає продюсером під своїм брендом Protozoa Pictures разом із Real Lava на чолі з Сіґрід Дьєк'єр.
Світова прем'єра фільму відбулася в програмі Platform Prize на Міжнародному кінофестивалі в Торонто 8 вересня 2024 року.

## Сюжет
Досліджує російське вторгнення в Україну 2022 року з позицій глухої людини.

## Виробництво
Фільм отримав підтримку від Фонду документального кіно Міжнародного кінофестивалю в Сан-Франциско.

## Випуск
Світова прем'єра фільму відбулася на Міжнародному кінофестивалі в Торонто у вересні 2024 року.